# Championat der Vaterpferde in Deutschland

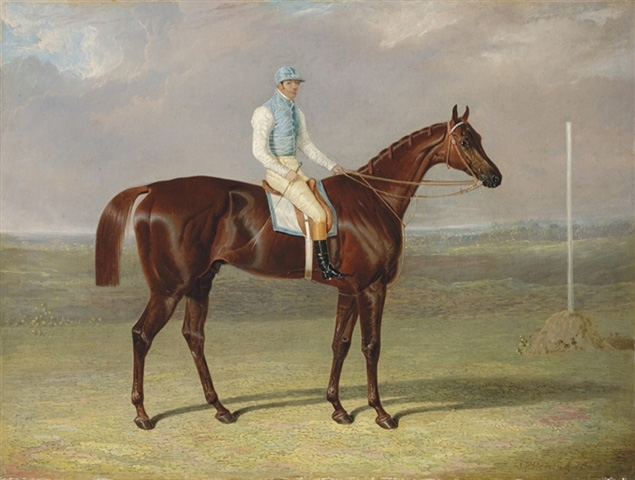
St Giles, Sieger Epsom Derby von 1832 und erster Champion der deutschen Vaterpferde 1867, Gemälde von John Frederick Herring senior (1795–1865)

Das Championat der Vaterpferde in Deutschland, ist eine jährliche Auszeichnung für den erfolgreichsten Rennpferdvater.
Für jeden Deckhengst wird die Gewinnsumme seiner Söhne und Töchter im zurückliegenden Jahr ermittelt. Es zählen Preisgelder, welche die Söhne und Töchter in Flachrennen in Deutschland gewonnen haben.

## Rekorde
Am erfolgreichsten im Championat der Vaterpferde in Deutschland waren Oleander und Ticino mit jeweils 9 Titeln vor Chamant mit 7 Titeln.

## Champions der deutschen Vaterpferde
Champion-Vaterpferde im deutschen Galopprennsport waren folgende englischen Vollblut-Hengste:
| - 1867 – St. Giles - 1868 – Lord Fauconberg - 1869 – Ignoramus - 1870 – King of Diamonds - 1871 – Grimston - 1872 – Lord Clifden - 1873 – Savernake (1) - 1874 – Savernake (2) - 1875 – Buccaneer (1) - 1876 – Buccaneer (2) - 1877 – Cambuscan - 1878 – Buccaneer (3) - 1879 – Savernake (3) - 1880 – Buccaneer (4) - 1881 – Savernake (4) - 1882 – The Palmer (1) - 1883 – The Palmer (2) - 1884 – Flibustier (1) - 1885 – Chamant (1) - 1886 – Chamant (2) - 1887 – Chamant (3) - 1888 – Flibustier (2) - 1889 – Flibustier (3) - 1890 – Chamant (4) - 1891 – Chamant (5) - 1892 – Chamant (6) - 1893 – Trachenberg - 1894 – Kisber (1) - 1895 – Kisber (2) - 1896 – Kisber (3) - 1897 – Chamant (7) - 1898 – Fulmen (1) - 1899 – Fulmen (2) - 1900 – Fulmen (3) - 1901 – Gouverneur - 1902 – Saraband (1) - 1903 – Saraband (2) - 1904 – Saphir (1) - 1905 – Saphir (2) - 1906 – Hannibal - 1907 – Saphir (3) - 1908 – Calveley - 1909 – Ard Patrick - 1910 – Galtee More - 1911 – Ard Patrick - 1912 – Hannibal - 1913 – Ard Patrick - 1914 – Ard Patrick - 1915 – Nuage - 1916 – Nuage - 1917 – Nuage - 1918 – Dark Ronald - 1919 – Dark Ronald - 1920 – Dark Ronald - 1921 – Dark Ronald - 1922 – Dark Ronald - 1923 – Fervor - 1924 – Fervor - 1925 – Fervor - 1926 – Fervor - 1927 – Prunus - 1928 – Prunus - 1929 – Prunus - 1930 – Wallenstein - 1931 – Herold - 1932 – Prunus - 1933 – Herold - 1934 – Prunus - 1935 – Oleander - 1936 – Flamboyant - 1937 – Oleander - 1938 – Oleander - 1939 – Oleander - 1940 – Oleander - 1941 – Oleander - 1942 – Oleander - 1943 – Oleander - 1944 – Oleander - 1945 – keine Rennen in Deutschland - 1946 – Alchimist - 1947 – Alchimist - 1948 – Wahnfried - 1949 – Arjaman - 1950 – Ticino - 1951 – Ticino - 1952 – Ticino - 1953 – Ticino - 1954 – Ticino - 1955 – Ticino - 1956 – Ticino - 1957 – Ticino - 1958 – Ticino - 1959 – Neckar - 1960 – Neckar - 1961 – Mangon - 1962 – Neckar - 1963 – Neckar - 1964 – Neckar - 1965 – Neckar - 1966 – Orsini - 1967 – Birkhahn - 1968 – Birkhahn - 1969 – Orsini - 1970 – Birkhahn - 1971 – Orsini - 1972 – Kronzeuge - 1973 – Kaiseradler - 1974 – Orsini - 1975 – Appiani II - 1976 – Kaiseradler - 1977 – Kaiseradler - 1978 – Alpenkönig - 1979 – Dschingis Khan - 1980 – Alpenkönig - 1981 – Dschingis Khan - 1982 – Priamos - 1983 – Frontal - 1984 – Frontal - 1985 – Surumu - 1986 – Surumu - 1987 – Nebos - 1988 – Königsstuhl - 1989 – Surumu - 1990 – Surumu - 1991 – Surumu - 1992 – Surumu - 1993 – Acatenango - 1994 – Königsstuhl - 1995 – Acatenango - 1996 – Königsstuhl - 1997 – Acatenango - 1998 – Dashing Blade - 1999 – Acatenango - 2000 – Monsun - 2001 – Acatenango - 2002 – Monsun - 2003 – Big Shuffle - 2004 – Monsun - 2005 – Big Shuffle - 2006 – Monsun - 2007 – Big Shuffle - 2008 – Samum - 2009 – Big Shuffle - 2010 – Areion - 2011 – Big Shuffle - 2012 – Big Shuffle - 2013 – Areion - 2014 – Tertullian - 2015 – Areion - 2016 – Soldier Hollow - 2017 – Areion - 2018 – Soldier Hollow - 2019 – Soldier Hollow - 2020 – Adlerflug - 2021 – Adlerflug - 2022 – Adlerflug |